# Kanno Suga
Kanno Sugako ou Kanno Suga  (1881 - 1911) foi uma anarco-feminista japonesa jornalista de profissão, autora de uma série de escritos em torno da opressão de gênero e da defesa da igualdade de direitos e liberdades entre homens e mulheres.
Em 1910 foi acusada de traição pelo governo japonês por seu suposto envolvimento no episódio que ficou conhecido como incidente Kotoku que visava o assassinato do imperador Meiji, sendo a primeira mulher com o status de prisioneira política a ser executada na História do Japão moderno.

## Biografia
Nascida em Osaka, perdeu a mãe aos dez anos de idade e seu pai casou-se novamente. Além dos maus-tratos de sua madrasta, Kanno foi estuprada aos quinze anos e teve seu primeiro contato com o socialismo ao ler um ensaio sobre vítimas de abusos sexuais. Aos dezessete, casou-se com um homem pertencente a uma família de mercadores de Tóquio visando escapar aos maus-tratos de sua madrasta, só retornando a Osaka em 1902.

## Engajamento e prisão
Kanno começou a escrever em um jornal e começou a se envolver em um movimento feminino cristão contra o sistema de bordéis legalizados. 
Com o início da guerra Russo-Japonesa, ela se juntou ao movimento pacifista Socialista-Cristão e em 1906, ela assumiu a direção de um jornal na província de Wakayama e iniciou um relacionamento com o líder socialista Arahata Kanson (1887–1981).
Ao retornar a Tóquio, ela se envolveu em um manifesto anarquista cujos líderes foram presos no Incidente da Bandeira Vermelha de Junho de 1908.
Ao visitar os amigos na prisão, ela foi presa e solta dois meses depois, quando conheceu o anarquista Shūsui Kōtoku (1871–1911). 
Juntos, começaram a publicar um jornal de tendências anarquistas que acabou banido pelas autoridades e Kanno acabou presa novamente.
Presa, foi descoberto o seu suposto envolvimento em um complô visando o assassinato do imperador e junto com mais vinte e três pessoas, Kanno foi condenada à morte e enforcada em 24 de Janeiro de 1911.

## Legado
Sua vida inspirou a peça de teatro Kaiki Shoku (Eclipse) da companhia teatral Aono Jikken Ensemble, escrita por William Satake Blauvelt.